# Premio Nacional de Teatro para la Infancia y la Juventud
El Premio Nacional de Teatro para la Infancia y la Juventud es un premio anual que concede el Ministerio de Cultura de España. Está dotado con 30.000 euros y reconoce la labor de las compañías o particulares que más se han destacado en el ámbito del teatro para niños y jóvenes, a través de una obra, actuación o representación realizada durante el año anterior al de su concesión. Se concede por primera vez en 2009.

## Galardonados
- 2024: Escena Miriñaque.
- 2023: L'Horta Teatre.
- 2022: La FIET, la Feria de Teatro Infantil y Juvenil de las Islas Baleares.
- 2021: Titirimundi.
- 2020: La compañía La Baldufa.
- 2019: Itziar Pascual.
- 2018: Marie de Jongh[1]
- 2017: Pupa Clown[2][3]
- 2016: Títeres de María Parrato[4][5]
- 2015: Ultramarinos de Lucas[6]
- 2014: Títeres Etcétera[7]
- 2013: Teloncillo Teatro.[8]
- 2012: Teatro Paraíso.[8]
- 2011: La Rous Teatro.[8]
- 2010: Aracaladanza, compañía de danza contemporánea.[9]
- 2009: Los Titiriteros de Binéfar, compañía de títeres radicada en Abizanda, Huesca.[10][11]